# Opel Rekord D
L'Opel Rekord D était un véhicule de la categorie grande routière d'Adam Opel AG, qui appartenait à l'époque au groupe automobile américain General Motors (GM). La Rekord D a également servi de base à l'Opel Commodore B, introduite en mars 1972.

## Historique du modèle

### Général

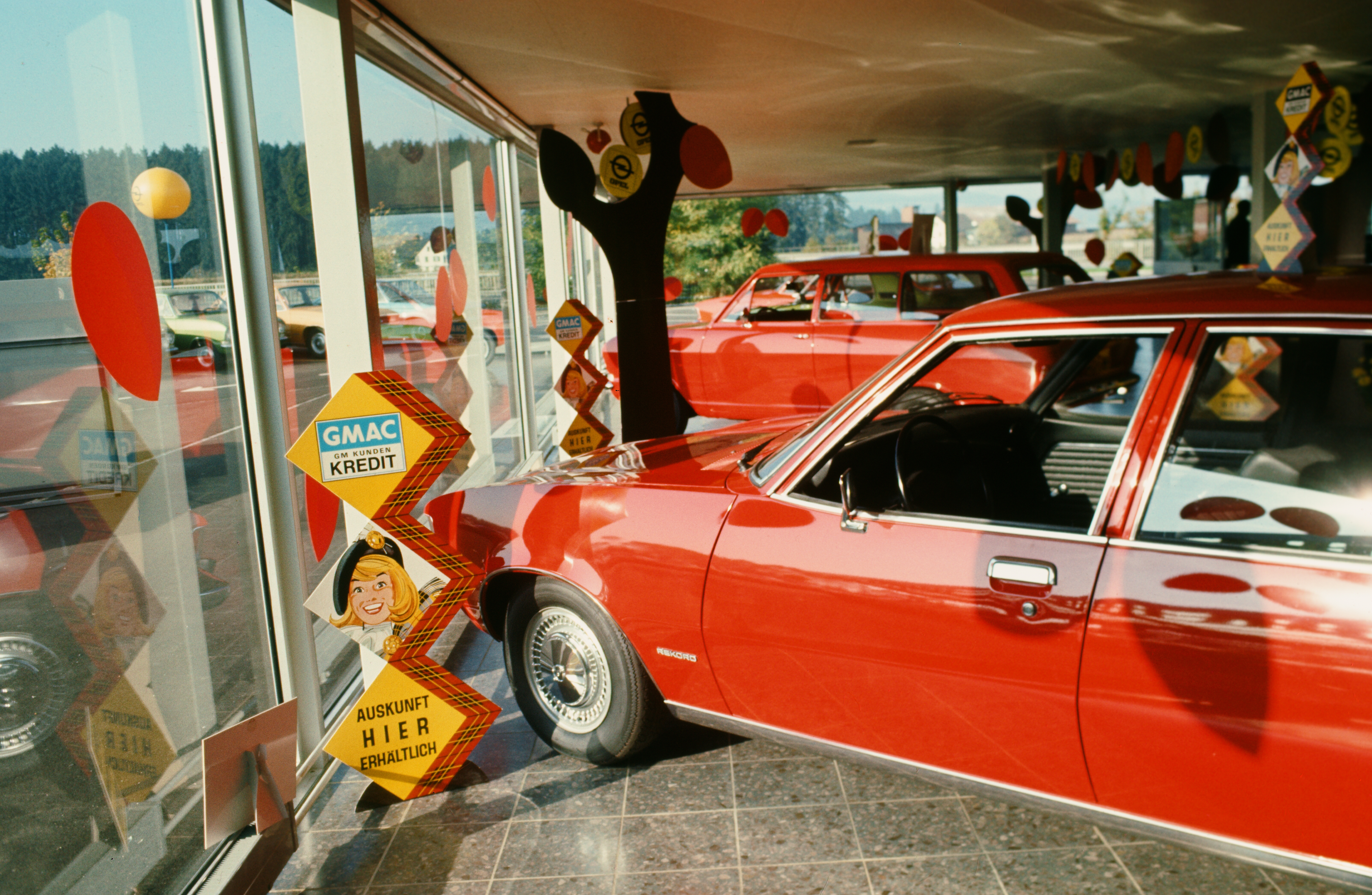
Opel Rekord chez un concessionnaire en 1972

L'Opel Rekord D, conçue par le designer Chuck Jordan, a été officiellement présentée en janvier 1972 en tant que successeur de l'Opel Rekord C. Initialement, elle s'appelait «Rekord II» pour ne pas être interprété à tort comme un modèle diesel.
La Rekord D était disponible en version de base, en version de luxe «Rekord L» et avec des caractéristiques sportives en tant que «Rekord Sprint». En septembre 1974, la ligne d'équipement «Berlina» est ajoutée, qui, par rapport à la version «L», se concentre encore plus sur les fonctionnalités de confort. En Afrique du Sud et dans certains pays européens, le modèle était également connu sous le nom de Ranger B, en Corée du Sud, le modèle était vendu par Shinjin Motors sous les noms Shinjin Record 1900 et Shinjin Record Royale et en Iran, le modèle était connu sous le nom de Chevrolet Iran. La production du millionième exemplaires de la Rekord D a été célébrée avec le modèle spécial "Millionär", sorti en septembre 1976. Les versions «Maharadscha», «Hit» et «Sport» suivirent au printemps 1977 comme autres modèles spéciaux.
La nouvelle carrosserie autoportante tout en acier offrait de la place pour cinq personnes. Elle était disponible en cinq versions différentes : une berline deux et quatre portes, le Caravan (nom de la version break) trois et cinq portes et un coupé. Des Caravan trois portes sans vitres arrière étaient également disponibles en tant que fourgon de livraison. Le coffre de la berline était relativement petit, soit 355 litres (560 litres pour l'Ascona A), en raison de l'augmentation de la capacité du réservoir à 70 litres. La protection contre la rouille a été améliorée par rapport aux modèles précédents; entre autres, les zones vulnérables telles que les passages de roue et les bords de porte ont été réalisées en tôle galvanisée. La Rekord D a été la première voiture particulière du groupe GM dans laquelle les contraintes exercées sur l'habitacle étaient calculées à l'aide d'ordinateurs.

#### Rekord D 2100
À partir de juillet 1972, un moteur diesel était également disponible pour la première fois dans une voiture Opel. Il avait une cylindrée de 2,1 litres et produisait 60 ch (44 kW). Pour l'exportation, il y avait également un moteur de 2,0 litres et 56 ch (41 kW). Les modèles diesel peuvent être reconnus par une bosse sur le capot. Cela était nécessaire car le moteur diesel était plus haut que les moteurs essence en raison de l'arbre à cames en tête. Le secteur des taxis étaient ciblé avec le modèle diesel. Depuis 1954, Mercedes-Benz était le seul constructeur de voitures diesel en Allemagne, ce qui a changé avec la Rekord D 2100. D’autres constructeurs automobiles ont lentement emboîté le pas. Le poids à vide des véhicules à moteur essence allait de 1 065 à 1 090 kg, celui des véhicules à moteur Diesel allait de 1 210 à 1 230 kg. Chez General Motors en Amérique, la Rekord D 2100 a été temporairement considérée comme une lueur d'espoir pour pouvoir proposer des voitures à moteur diesel en Amérique.
La Rekord D a été produite à 1 128 196 exemplaires de décembre 1971 à juillet 1977. Sa successeur était l'Opel Rekord E1.

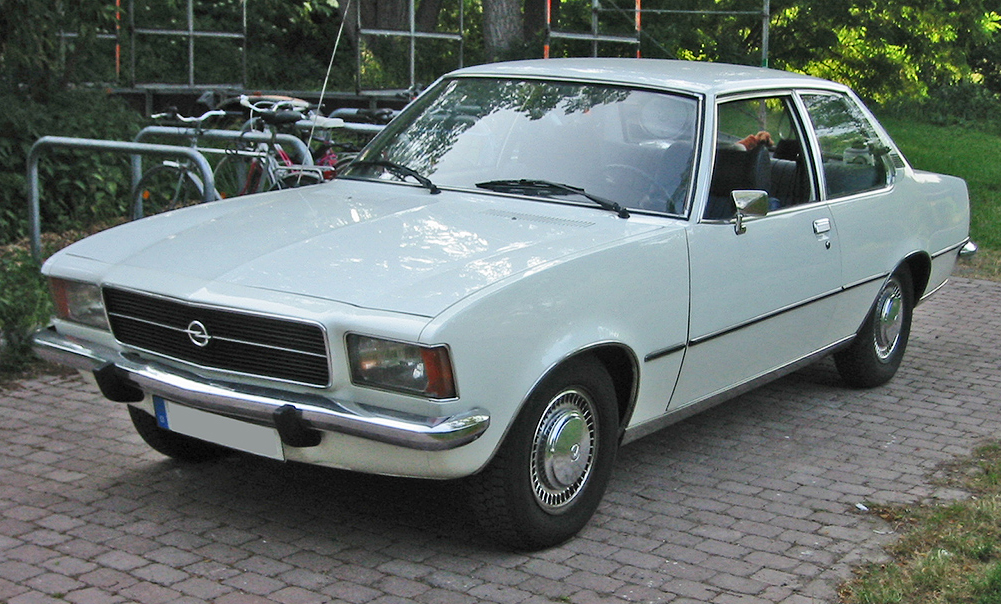
Opel Rekord deux portes
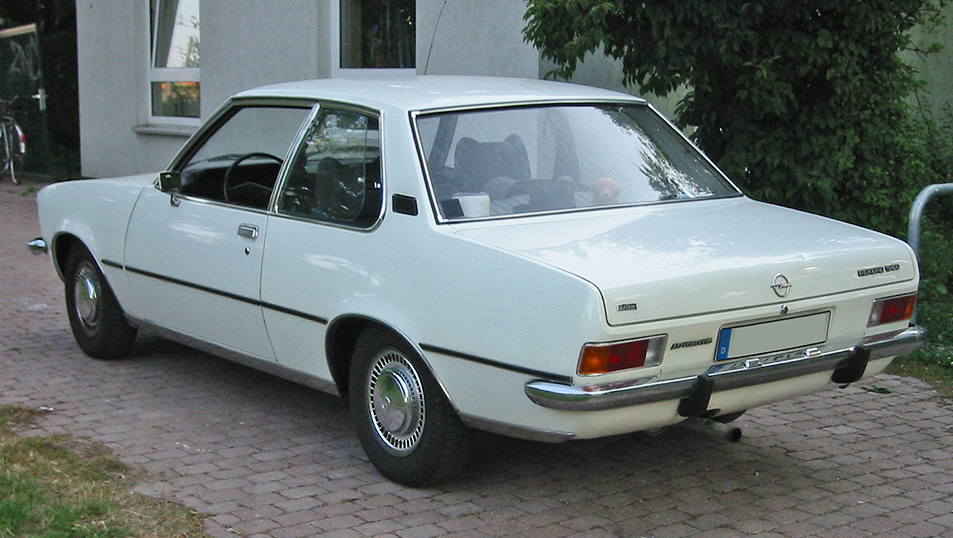
Vue arrière
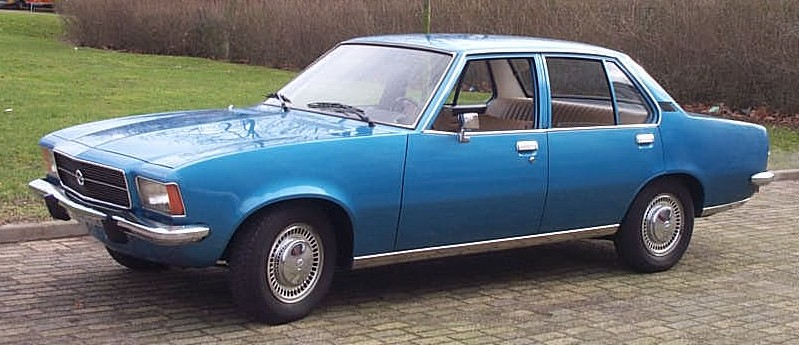
Vue avant de la voiture quatre portes
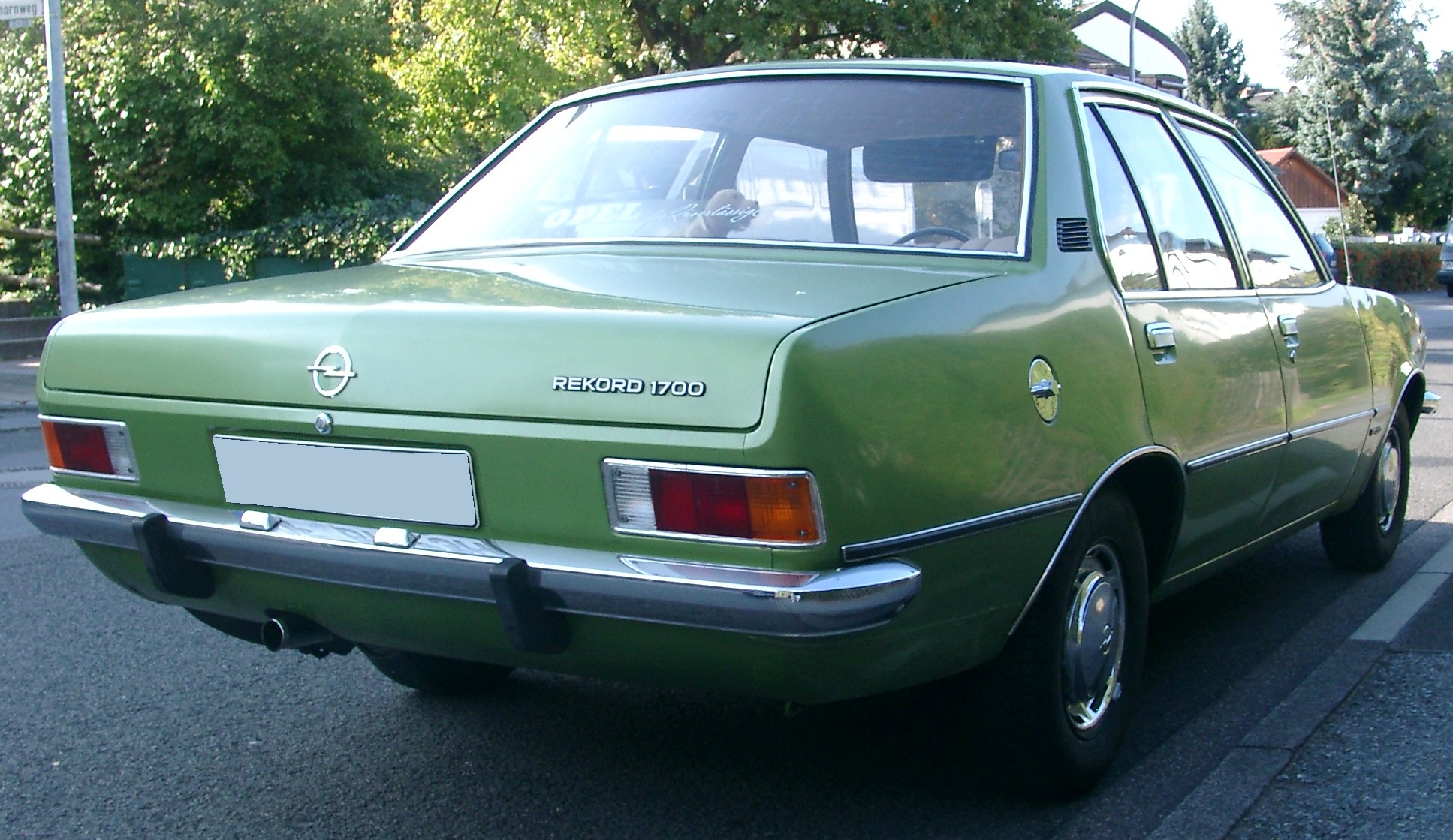
Vue arrière de la voiture quatre portes
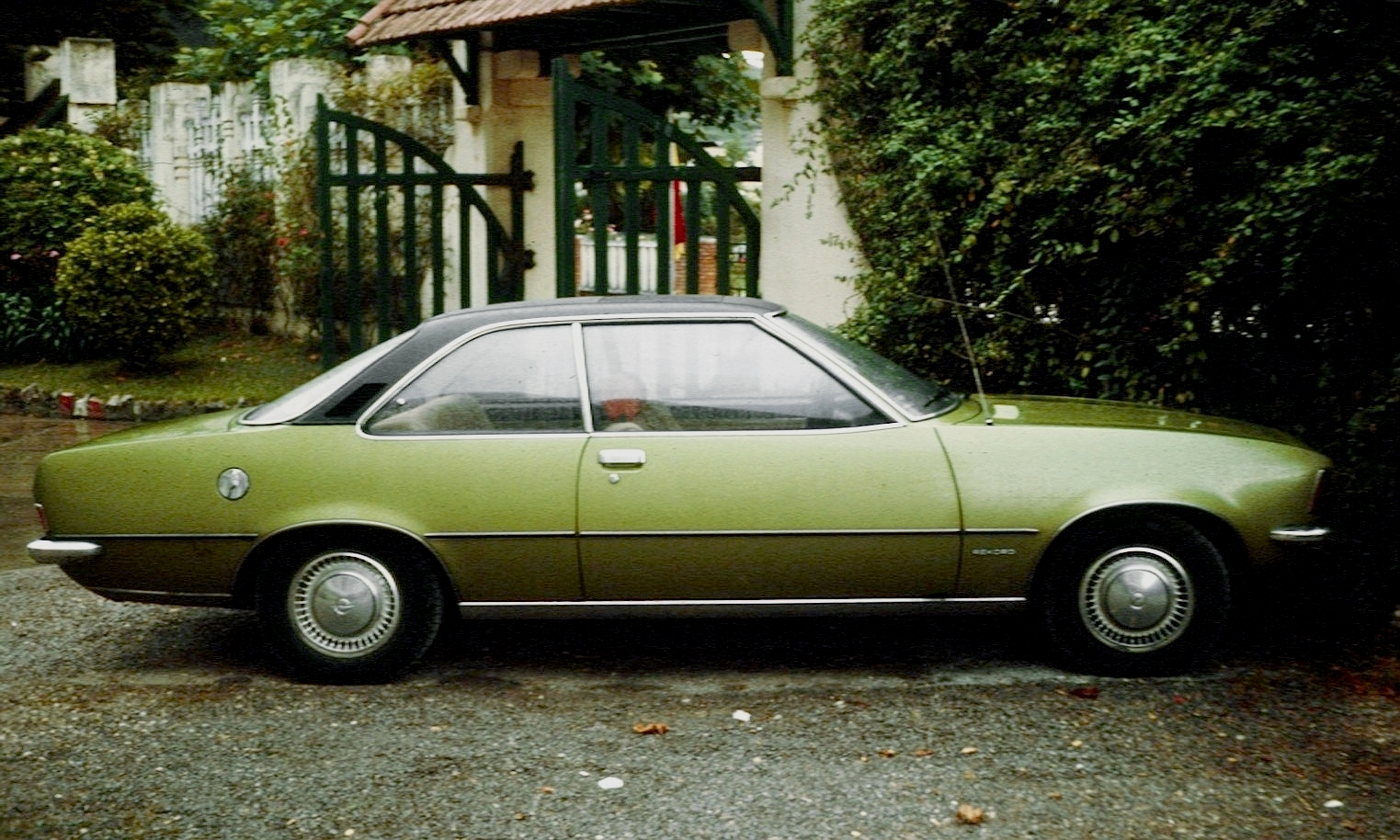
Opel Rekord 2000 coupé
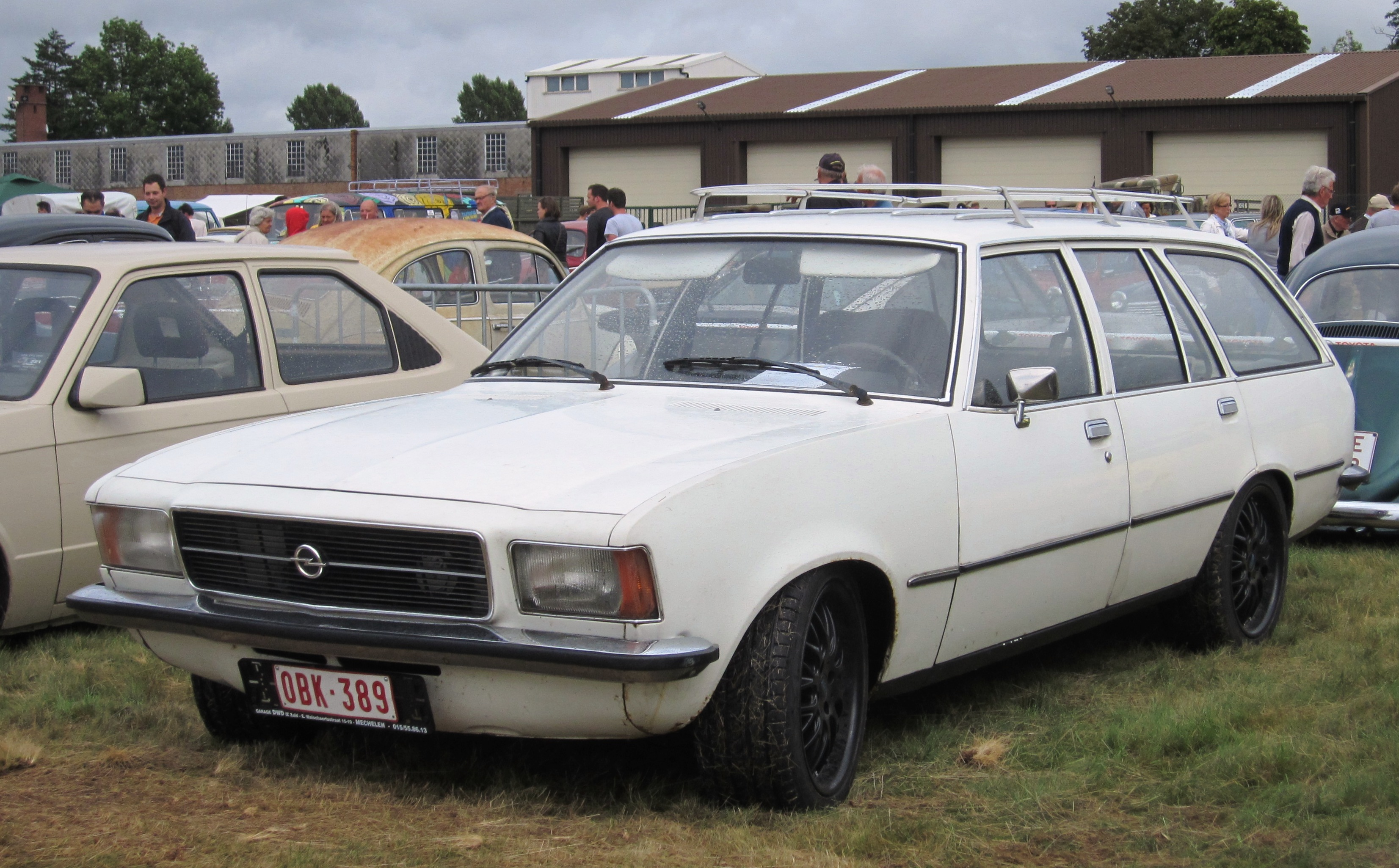
Opel Rekord Caravan
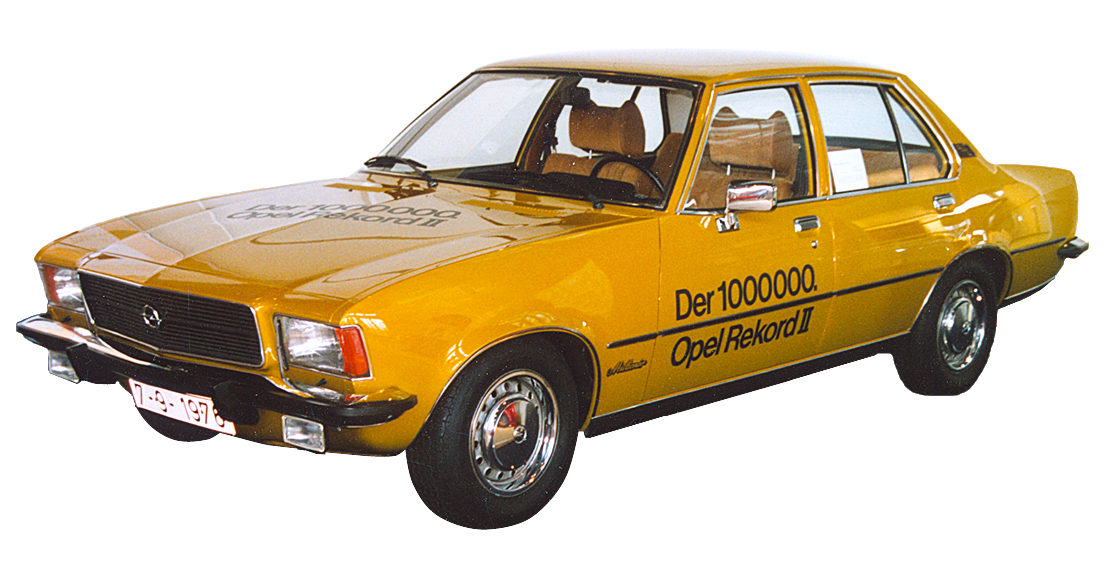
Opel Rekord Millionär
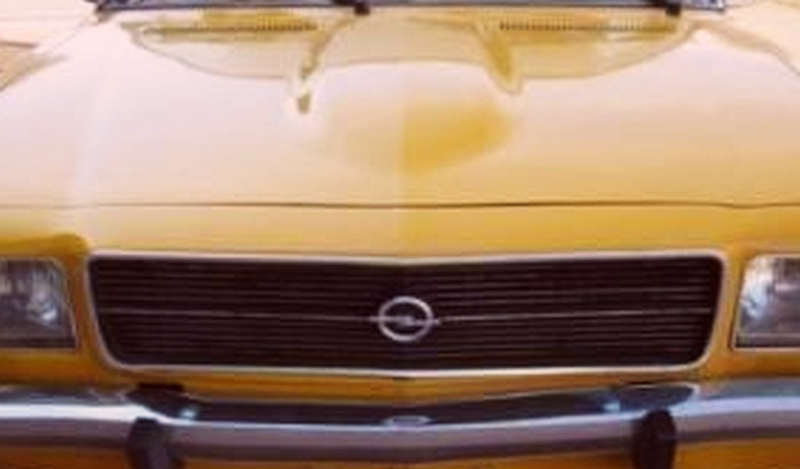
Capot avec bosse de l'Opel Rekord D 2100 à moteur diesel

## Technologie
Quelques corrections ont été apportées à l'essieu avant, qui était essentiellement le même que celui de sa prédécesseur (doubles triangles inégalement longs avec ressorts hélicoïdaux; barre stabilisatrice à barre de torsion et amortisseur télescopique) : les triangles de suspension, désormais plus larges, avaient un point d'attaque pour le stabilisateur qui a été rapproché de la roue. La chasse et la largeur de voie étaient plus grandes, ce qui était dû au carrossage négatif accru. Des modifications mineures ont également été apportées à l'essieu arrière (essieu rigide à quatre bras oscillants, barre Panhard, ressorts hélicoïdaux, barre stabilisatrice à barre de torsion et amortisseur télescopique) par rapport à celui de la Rekord C, Entre autres choses, les amortisseurs étaient désormais presque à la verticale et le stabilisateur et les ressorts hélicoïdaux étaient mieux coordonnés. Une géométrie modifiée de la direction à recirculation de billes augmentait le pincement lors du freinage (freins à disque à l'avant, freins à tambour à l'arrière). Selon le modèle, il existait un limiteur de force de freinage pour les roues arrière. De plus, une colonne de direction de sécurité flexible augmente la protection contre les accidents.
Il y a eu au départ peu de changements dans les moteurs par rapport à la Rekord C. Le moteur de 1,5 litre a été omis. Le moteur de 1,7 litre, inchangé, se contentait de carburant ordinaire. Le moteur S à compression nettement plus élevée et avec un arbre à cames modifié a reçu une augmentation de puissance à 83 ch (61 kW). Ce moteur nécessitait du carburant super au plomb à indice d'octane de 98, tout comme le moteur SH de 1,9 litre. Cependant, le «H» ne signifie pas «Hochverdichtet» (haute compression) mais plutôt «Hydrostößel» (poussoir hydraulique). Le 1900 SH a été le premier moteur quatre cylindres d'Opel à en être équipé. Les poussoirs hydrauliques étaient faciles à entretenir, mais leur puissance était légèrement réduite.
À cette époque, des indices d'octane élevés ne pouvaient être obtenus qu'avec des additifs au plomb extrêmement nocifs pour la santé et de plus en plus répandus en raison des moteurs à compression toujours plus élevée. En 1975, une modification de la loi sur le plomb dans l’essence a limité la teneur en plomb (sous forme de tétraéthylplomb) du carburant à moins de la moitié des valeurs précédentes. À cette époque, il n'existait plus de carburant adapté aux moteurs 1700 S et 1900 SH à compression supérieure de 9,5 pour assurer un fonctionnement en dessous de la limite de cliquetis. Le 1700 S a donc dû être retiré de la gamme. Le moteur 1700 N de la version de base est resté proposé avec une compression réduite et la puissance a été réduite à 60 ch (44 kW). Le suffixe N indiquait le fonctionnement possible avec de l'essence ordinaire (Normalbenzin en Allemand). Pour le moteur 1900 SH ou 19SH (S pour super carburant (Superkraftstoff en Allemand)), Opel a réduit la compression à 8,8 et la puissance a chuté à 90 ch (66 kW). Les moteurs se distinguent par un «*» ou un «-» entre le «19SH» et le numéro du moteur sur le bloc. Avec une compression à nouveau réduite à 7,6, le moteur 1900 N a également été ajouté à la gamme, qui délivrait 75 ch (55 kW). Afin de combler l'écart avec la Commodore B, le moteur 2000 S ou 20S de 2 litres et développant 100 ch (74 kW) a été ajouté en septembre 1975.
Les moteurs haut de gamme 19SH et 20S ne fonctionnaient pas avec un carburateur Solex, mais avec un Zenith 35/40. Les premières versions de la Rekord D étaient équipées de série d'un levier de vitesses au volant (sauf les coupés), jusqu'à la fin de la production pour les modèles à moteurs diesel. Le levier de vitesse central, appelé «levier de vitesse sport», coûtait initialement un petit supplément et n'était pas disponible pour les versions diesel. Une transmission automatique à 3 vitesses était également disponible en option.